# Флаг Александровского района Донецкой области
Флаг Александровского района — официальный символ Александровского района Донецкой области, утверждённый 8 августа 2001 года решением № 23/17-162 сессии Александровской районной совета.

## Описание
Флаг представляет собой собой прямоугольное полотнище, разделенное горизонтально на три части. Его верхняя часть зелёного цвета, средняя — жёлтого, а нижняя — голубого. Между цветными частями находятся белые промежутки шириной 0,05 ширины флага.

## Символика
Флаг района подчеркивает разнообразие растительного и животного мира.